# Sabtang
Sabtang là một đô thị hạng 6 ở tỉnh Batanes, Philippines. According to the 2015 census, it has a population of 1.621 người trong.

## Các đơn vị hành chính
Về mặt hành chính, đô thị này được chia thành 6 khu phố (barangay).
- Chavayan
- Malakdang (Pob.)
- Nakanmuan
- Savidug
- Sinakan (Pob.)
- Sumnanga